# Karosa LC 957
Karosa LC 957 (HD12) — туристический автобус, производившийся в городе Високе-Мито компанией Karosa в 1997—1999 годах.

## Конструкция
Автобус Karosa LC 957 идентичен предыдущей модели, Karosa LC 937, при этом обе модели обозначаются индексом HD12. Производством автобуса занималась компания Skeletově, салон покрыт ламинатом. Под салоном присутствует багажник.
Вход производится через две двери. Возле второй двери присутствует спальное место водителя.
Дополнительно автобус оснащён системами ABS и ASR, кондиционером, туалетом, телевизором, холодильником и кофеваркой. От предыдущей модели он отличается новыми зеркалами заднего вида и другой передней панелью. Конструкция устойчива против коррозии.